# AACTA International Awards
Australian Academy of Cinema and Television Arts Awards, také známé jako AACTA Awards je filmová a televizní cena udělovaná každý rok australskou akademií Australian Academy of Cinima and Television Arts. Ceny jsou udělovány ve filmovém a televizním průmyslu, včetně producentům, režisérům, hercům, scenáristům a kameramanům. Je to nejprestižnější ocenění v Austrálii, kde jsou považovány za americké Oscary a britskou cenu Filmová cena britské akademie.
Ocenění se dříve jmenovalo Australian Film Institute Award nebo AFI Awards. Poprvé se cena předávala v roce 1985 v šesti kategoriích. V roce 1986 začala oceňovat také televizní počiny. Od roku 2012 se také předává mezinárodní ocenění AACTA International Awards.
Od roku 2011 se australské ceny udělují v Opeře v Sydney a mezinárodní ceny od roku 2012 v Los Angeles.

## Kategorie udělovaných cen
- Film
  - Nejlepší film
  - Nejlepší režie
  - Nejlepší ženský herecký výkon v hlavní roli
  - Nejlepší mužský herecký výkon v hlavní roli
  - Nejlepší ženský herecký výkon ve vedlejší roli
  - Nejlepší mužský herecký výkon ve vedlejší roli
  - Nejlepší adaptovaný scénář
  - Nejlepší původní scénář
  - Nejlepší původní skóre
  - Nejlepší zvuk
  - Nejlepší produkční návrh
  - Nejlepší kostýmy
  - Nejlepší střih
  - Nejlepší kamera
  - Ocenění členů
- Mezinárodní snímek
  - Nejlepší mezinárodní snímek
  - Nejlepší ženský herecký výkon v hlavní roli
  - Nejlepší mužský herecký výkon v hlavní roli
  - Nejlepší ženský herecký výkon ve vedlejší roli
  - Nejlepší mužský herecký výkon ve vedlejší roli
  - Nejlepší režie
  - Nejlepší scénář
- Speciální ocenění
  - Ocenění Byron Kennedyho
  - Ocenění Longforda lyella
  - Nejlepší mladý herec/mladá herečka
  - Nejlepší vizuální efekty
  - Ocenění za inovaci
  - Ocenění za práci na televizním pořadu
  - Ocenění za práci na krátkometrážním snímku
- Televize
  - Nejlepší komediální seriál
  - Nejlepší dramatický seriál
  - Nejlepší dětský seriál
  - Nejlepší dětský animovaný seriál
  - Nejlepší limitovaný seriál
  - Nejlepší odlehčující televizní seriál
- Další ocenění
  - Nejlepší dokument
  - Nejlepší dokument (pod 60 minut)
  - Nejlepší dokumentární seriál
  - Nejlepší krátká animace
  - Nejlepší krátký fiktivní film
  - Nejlepší kamera – dokument
  - Nejlepší režie – dokument
  - Nejlepší střih – dokument
  - Nejlepší scénář – dokument
  - Nejlepší zvuk – dokument

## Moderátoři
- 2012–2013 – Russell Crowe
- 2014 – Shane Bourne
- 2015 – Cate Blanchett a Deborah Mailman
- 2016 – N/A
- 2017 – N/A
- 2018 – Stephen Curry
- 2019 – Shane Jacobson